# Bärenwinkel (Herzberg am Harz)

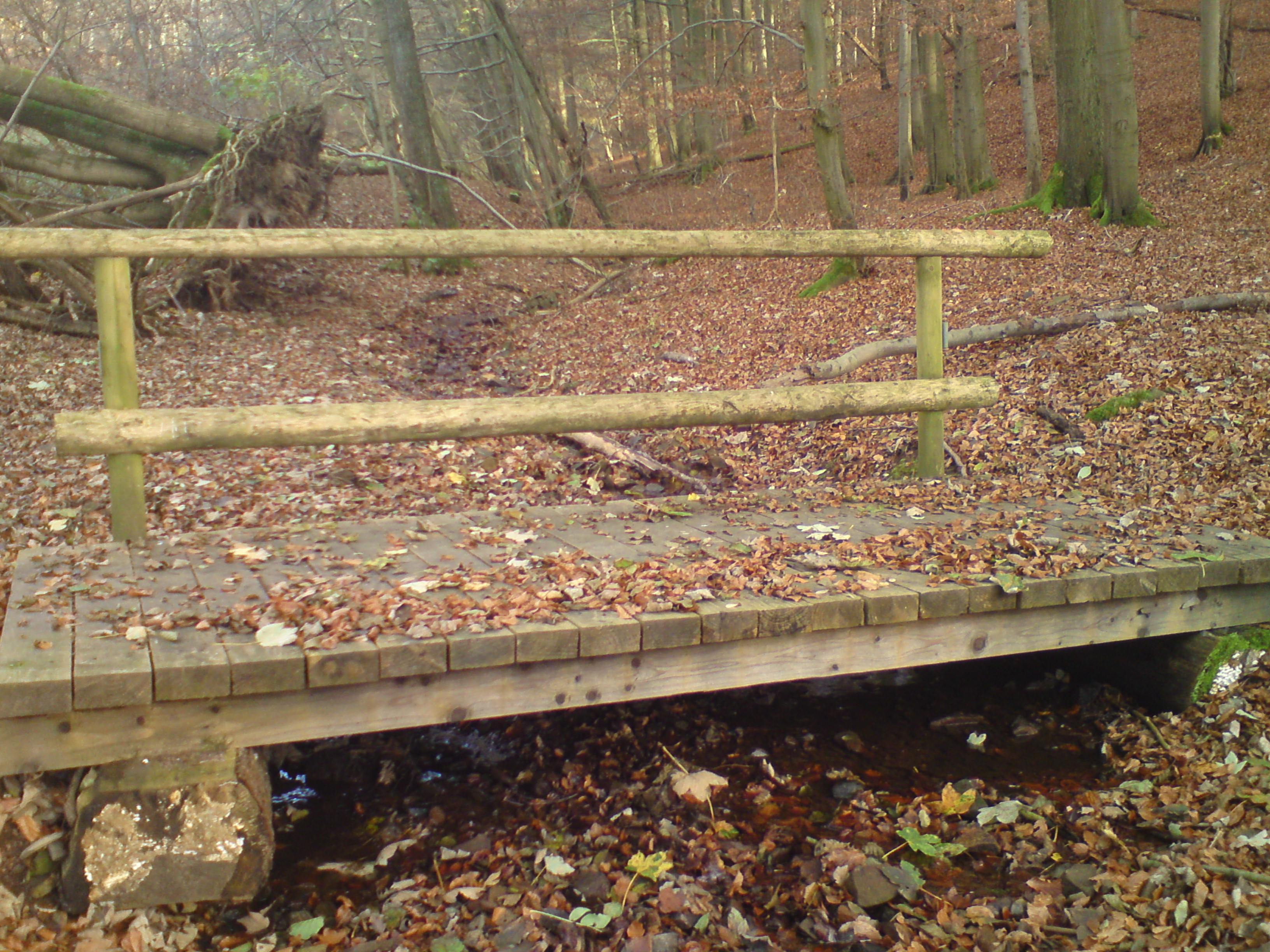
Der Karstwanderweg überquert den Faulbornbach

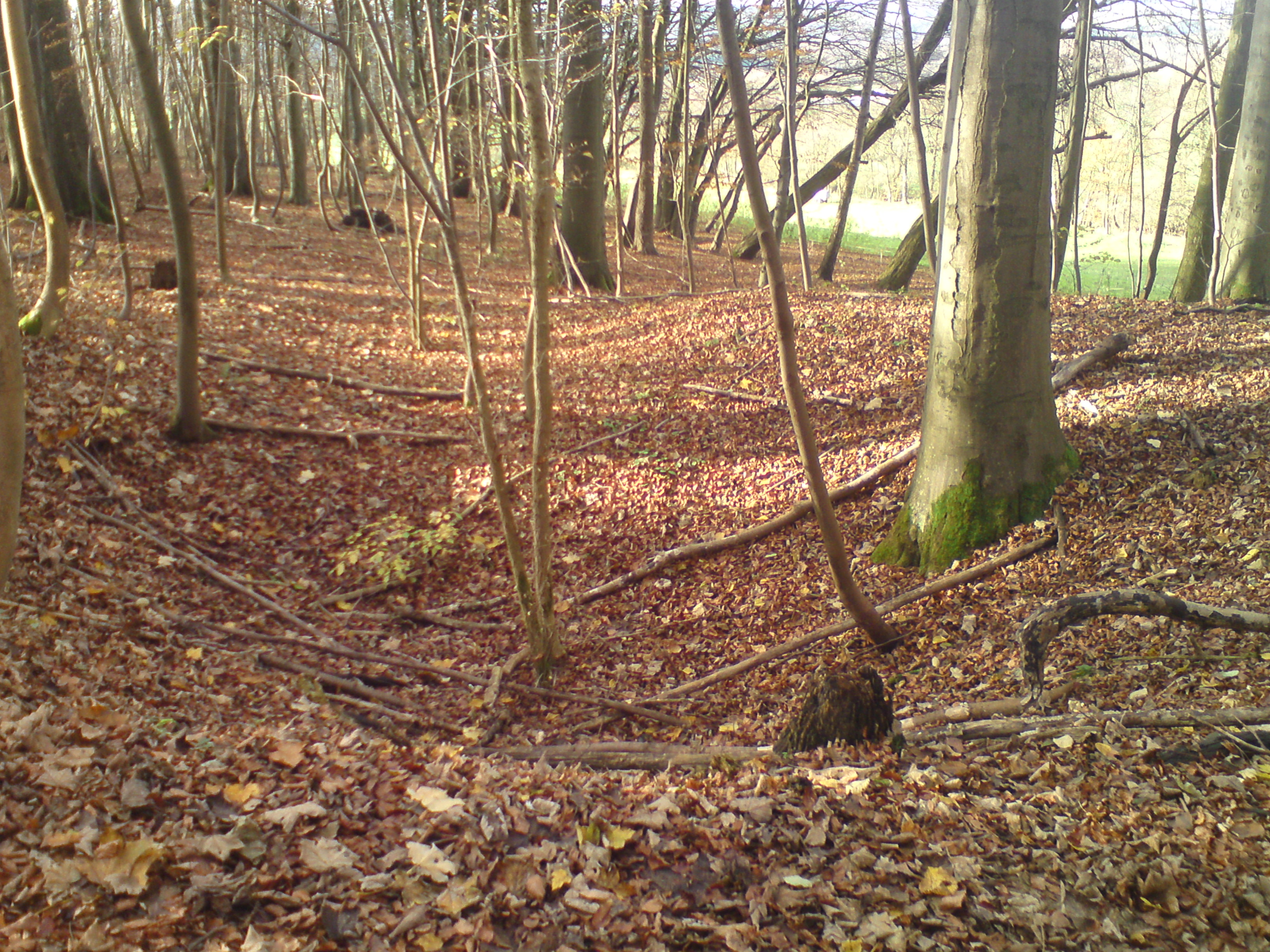
Tiefes Loch an der Wegekreuzung

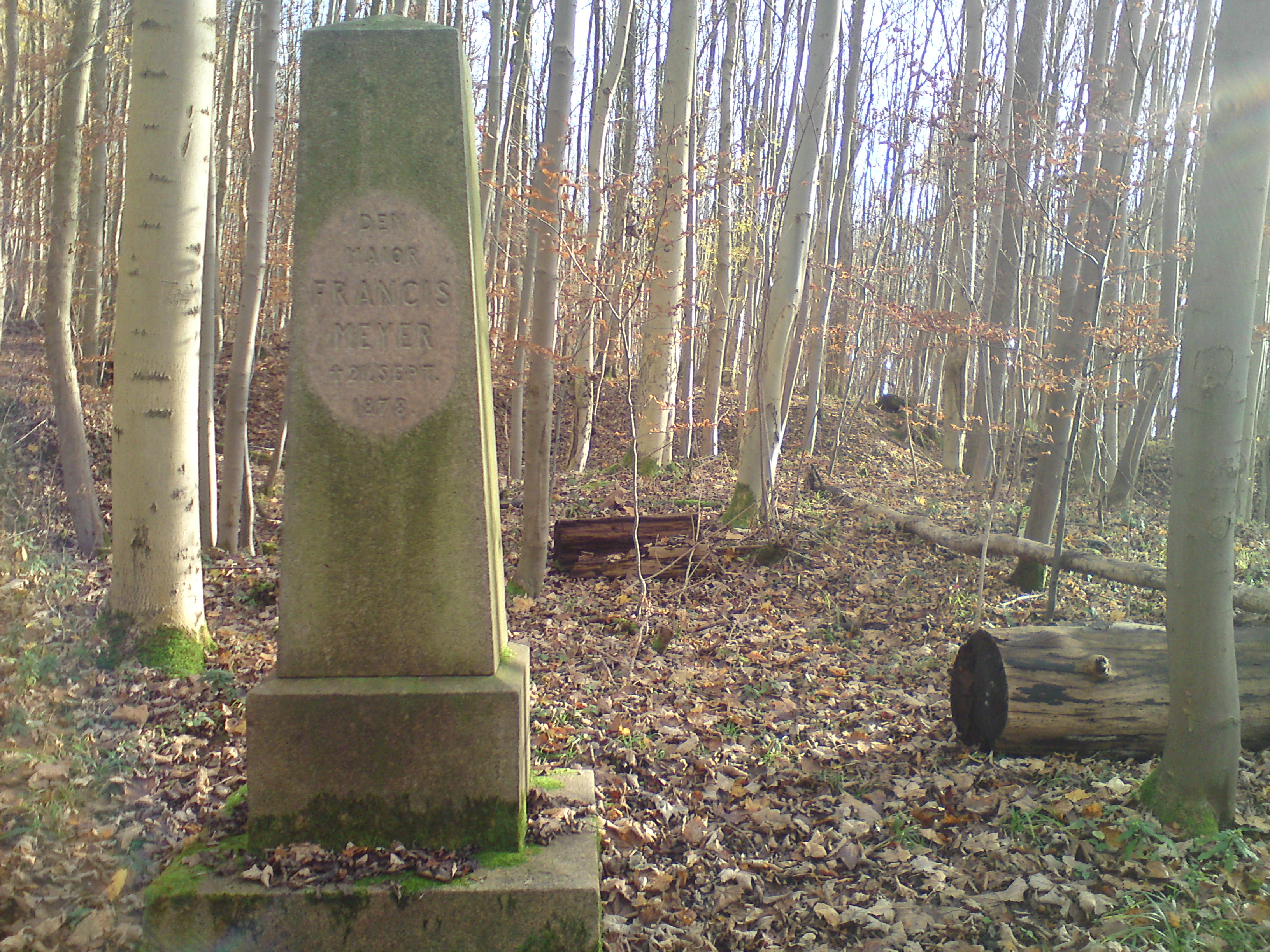
Das Denkmal des Herzbergers Major Francis Meyer

Der Bärenwinkel ist eine Flur zwischen Mühlenberg und Herzberg am Harz im Landkreis Göttingen in Niedersachsen.

## Geographische Lage
Der Bärenwinkel umfasst in etwa eine durch den Faulbornbach im Norden und das Hägerfeld im Süden und Westen begrenzte Waldfläche. Er ist somit Teil des Harzwaldes. Mitten im Bärenwinkel befindet sich ein Denkmal zu Ehren von Major Francis Meyer.

## Bergbau
Im Bärenwinkel wurden ab 1694 Bergbauversuche auf Kupferschiefer durchgeführt, die aber bereits 1697 wieder eingestellt wurden. Derartige Versuche hat es später auch im nordwestlich angrenzenden Silberhey gegeben.